# Hinrich Boger
Hinrich Boger, auch Böger, Bogher und Latinisert Henricus Flexor (* vor 1450 in Höxter; † 6. März 1505 in Rostock) war ein deutscher Dichter, Theologe und Humanist.

## Leben
Boger erhielt seine Ausbildung ab 1471 als Student an der Universität Erfurt, wo er den Magister erwarb. Er reiste nach Italien und wurde zum Dr. theol. promoviert. Ab 1471 nahm er auf mehreren Reisen nach Rom Kontakt zu italienischen Frühhumanisten auf. Als Dichter verfasste er in lateinischer Sprache Verse insbesondere auf Ereignisse des niederdeutschen Sprachraums. 1492 trat er mit einem lateinischen Gedicht über die Judenverbrennung nach dem Sternberger Hostienschänderprozess und 1493 mit einer Rede über den zu Tode gekommenen Verursacher, den Prediger Peter Däne, hervor. Ab diesem Zeitpunkt wird er sich in Mecklenburg aufgehalten haben, wo er das Vertrauen und die Gunst der Herzöge Balthasar und Magnus II. erwarb, die ihn 1501 in Rostock wie in Güstrow mit einem Kanonikat als Pfründe ausstatteten, die er alsbald gegen die Stelle des mit der Pfarrstelle an St. Jakobi verbundenen Amt des Dekans des dortigen Kollegiatstifts eintauschte. Auch der Schlacht bei Hemmingstedt in Dithmarschen widmete er 1500 eines seiner Gedichte. Von 1502 bis 1504 reiste er als Begleiter von Herzog Erich II. von Mecklenburg erneut nach Italien. Der römisch deutsche König Maximilian I. verlieh ihm den Dichterlorbeer. In seinem Todesjahr 1505 wird er als Professor der Universität Rostock genannt.  Seine Gedichte erschienen auf Anregung des Verdener Domdekans Nikolaus Schumacher noch von ihm selbst redigiert, aber erst posthum im Jahr 1506 als Druck der Offizin Hermann Barckhusens unter dem Titel Etherologicum. In einer niederdeutschen Übersetzung finden sich seine genannten Gedichte und eines über die Rostocker Domfehde als Anhang der mecklenburgischen Reimchronik, einer Handschrift des Ernst von Kirchberg im Landeshauptarchiv Schwerin.

## Werke
- (posthum) Etherologium. Rostock: Hermann Barckhusen 1506

Digitalisat des Exemplars der Herzog August Bibliothek